# Mudder
I sedimentologien bruges betegnelsen mudder for sediment med en kornstørrelse under 2 µm. Tidligere benyttedes betegnelsen ler, men da ler er karakteriseret ved at være særskilte mineraler (f.eks. montmorrilonit, smectit, illit mv.) der ganske vist har en lav kornstørrelse, valgte man at benytte mudder for finkornet aflejring, der ikke er ler.
I denne sammenhæng benyttes endvidere kohæsivt sediment for sediment, der har mulighed for at aggregere. Kohæsivt sediment omfatter alle lermineraler og en del af mudderfraktionen.